# THÜSAC Personennahverkehrsgesellschaft

Historisches Logo der THÜSAC Personenverkehrsgesellschaft

Die Thüringisch-Sächsische Personennahverkehrsgesellschaft mbH (Abk.: THÜSAC) ist ein Unternehmen im öffentlichen Personennahverkehr, das fünf Landkreise in den Bundesländern Thüringen und Sachsen bedient.

## Unternehmensstruktur
Seit 1992 sorgt die THÜSAC für einen verlässlichen Personennahverkehr. Mit insgesamt 140 Bussen auf 61 Linien wird der Regionalbusverkehr in den Landkreisen Altenburger Land und Leipzig sowie der Stadtverkehr Altenburg, Borna und Schmölln bedient. Der Schülerverkehr spielt ebenfalls eine zentrale Rolle.
Die THÜSAC ist zu 29 % Anteilseigner des Unternehmens. 19 % gehören dem Landkreis Leipzig und mit 52 % gehört die Mehrheit dem Landkreis Altenburger Land.
Im Juli 2020 wurde die Aus- und Weiterbildungsgesellschaft THÜSAC mbH (AWT) gegründet, um die qualifizierte Ausbildung des zukünftigen Fahrpersonals der THÜSAC Personennahverkehrsgesellschaft mbH sicherzustellen.
Neben dem regulären Buslinienbetrieb betreibt die THÜSAC als Servicepartner der MAN Truck & Bus Deutschland GmbH das Nutzfahrzeuge-Reparaturzentrum Altenburg und den THÜSAC Reifenservice.
Darüber hinaus ist die THÜSAC Agenturpartner der EUROPCAR Autovermietung.

## Liniennetz
Stand: 10. Dezember 2023

### Regionalverkehr
| Linie | Endpunkte                    | Verlauf                                           |         |
| ----- | ---------------------------- | ------------------------------------------------- | ------- |
| 255   | Borna ↔ Thräna               | Plateka – Neukirchen – Wyhra                      |         |
| 258   | Borna ↔ Lucka                | Deutzen – Regis-Breitingen                        | PlusBus |
| 260   | Borna ↔ Frohburg             | Zedtlitz – Neukirchen – Benndorf                  |         |
| 263   | Frohburg ↔ Geithain          | Greifenhain – Roda – Frauendorf                   |         |
| 264   | Altenburg ↔ Geithain         | Remsa – Gnandstein – Kohren-Sahlis – Roda         |         |
| 265   | Frohburg ↔ Altmörbitz        | Streitwald – Kohren-Sahlis – Rüdigsdorf           |         |
| 271   | Borna ↔ Pegau                | Lobstädt – Neukieritzsch – Groitzsch              | TaktBus |
| 272   | Borna ↔ Groitzsch            | Kahnsdorf – Rötha – Böhlen – Neukieritzsch        |         |
| 273   | Groitzsch ↔ Lucka            | Droßkau – Hohendorf – Berndorf                    |         |
| 275   | Mölbis ↔ Rötha               | Kömmlitz – Oelzschau – Großpötzschau              |         |
| 276   | Borna ↔ Espenhain            | Dittmannsdorf – Kitzscher – Mölbis                | PlusBus |
| 277   | Kitzscher ↔ Bad Lausick      | Beucha – Steinbach – Lauterbach                   | TaktBus |
| 278   | Geithain ↔ Bad Lausick       | Tautenhain – Elbisbach – Prießnitz                |         |
| 279   | Borna ↔ Frohburg             | Flößberg – Trebishain – Prießnitz – Nenkersdorf   |         |
| 286   | Geithain ↔ Lippendorf        | Frohburg – Neukirchen – Borna                     |         |
| 287   | Narsdorf ↔ Narsdorf          | Ossa – Bruchheim – Geithain – Wickershain         |         |
| 288   | Geithain ↔ Meusdorf          | Wickershain – Narsdorf – Rathendorf               |         |
| 289   | Geithain ↔ Bad Lausick       | Ottenhain – Nauenhain – Ebersbach                 |         |
| 290   | Geithain ↔ Narsdorf          | Syhra – Wenigossa – Ossa – Rathendorf             |         |
| 291   | Kohren-Sahlis ↔ Meusdorf     | Terpitz – Linda – Rüdigsdorf                      |         |
| 293   | Geithain ↔ Geithain          | Niederfrankenhain – Prießnitz – Tautenhain        |         |
| 295   | Frohburg ↔ Altmörbitz        | Greifenhain – Kohren-Sahlis                       |         |
| 301   | Altenburg ↔ Wolperndorf      | Klausa – Langenleuba-Niederhain – Neuenmörbitz    |         |
| 325   | Altenburg ↔ Waldenburg       | Nobitz – Klausa – Ehrenhain – Engertsdorf         |         |
| 328   | Altenburg ↔ Schmölln         | Tautenhain – Zumroda – Naundorf – Gößnitz         |         |
| 329   | Schmölln ↔ Saara             | Nörditz – Gößnitz – Bornshain                     |         |
| 350   | Altenburg ↔ Schmölln         | Gleina – Großstöbnitz – Zschernitzsch             | PlusBus |
| 351   | Schmölln ↔ Dobitschen        | Altkirchen – Röthenitz – Göllnitz                 |         |
| 352   | Meuselwitz ↔ Großbraunshain  | Neupoderschau – Mehna – Dobitschen – Lumpzig      |         |
| 353   | Schmölln ↔ Gera              | Burkersdorf – Großstechau – Beerwalde – Raitzhain |         |
| 354   | Crimmitschau ↔ Thonhausen    | Schmölln – Gößnitz – Heyersdorf                   |         |
| 355   | Schmölln ↔ Thonhausen        | Untschen – Drosen – Posterstein – Nischwitz       |         |
| 356   | Altenburg ↔ Schmölln         | Dobitschen – Lumpzig – Kertschütz – Wildenbörten  |         |
| 357   | Schmölln ↔ Nischwitz         | Sommeritz – Thonhausen – Vollmershain             |         |
| 358   | Altenburg ↔ Gößnitz          | Mockern – Mockzig                                 |         |
| 359   | Schmölln ↔ Dobra             | Drogen – Wildenbörten                             |         |
| 404   | Altenburg ↔ Meuselwitz       | Romschütz – Mehna – Neupoderschau                 |         |
| 408   | Meuselwitz ↔ Dobitschen      | Posa – Wernsdorf                                  |         |
| 412   | Meuselwitz ↔ Leipzig         | Lucka – Groitzsch – Zwenkau                       |         |
| 500   | Altenburg ↔ Zeitz            | Gerstenberg – Meuselwitz – Rehmsdorf – Tröglitz   | PlusBus |
| 501   | Altenburg ↔ Posa             | Oberlödla – Rödigen – Tegkwitz                    |         |
| 505   | Altenburg ↔ Altenburg        | Remsa – Windischleuba – Pähnitz – Bocka           |         |
| 506   | Altenburg ↔ Altenburg        | Nobitz – Wilchwitz – Pähnitz – Windischleuba      |         |
| 510   | Altenburg ↔ Frohburg         | Windischleuba – Pahna – Eschefeld                 | TaktBus |
| 580   | Altenburg ↔ Lucka            | Rositz – Meuselwitz – Breitenhain                 | PlusBus |
| 581   | Meuselwitz ↔ Lucka           | Zipsendorf – Mumsdorf – Prößdorf                  |         |
| 590   | Altenburg ↔ Borna            | Windischleuba – Treben – Thräna                   | TaktBus |
| 710   | Altenburg ↔ Meuselwitz       | Molbitz – Rositz – Zechau                         | TaktBus |
| 711   | Meuselwitz ↔ Meuselwitz      | Wintersdorf – Kriebitzsch – Altpoderschau         |         |
| 712   | Meuselwitz ↔ Meuselwitz      | Zipsendorf – Brossen                              |         |
| 731   | Altenburg ↔ Regis-Breitingen | Windischleuba – Gerstenberg – Treben              |         |

### PlusBus
Seit dem Start der S-Bahn Mitteldeutschland wurden die Linien 258, 276, 350, 500 und 580 in den letzten Jahren zum PlusBus aufgewertet. Gleichzeitig wurden die Linien 271, 277, 510, 590 und 710 zum TaktBus.
Die Linie 500 (Altenburg–Zeitz) verkehrt zudem im Bahn-Bus-Landesnetz Sachsen-Anhalt.

### Stadtverkehr

#### Altenburg
| Linie | Endpunkte                               | Verlauf                                                              |
| ----- | --------------------------------------- | -------------------------------------------------------------------- |
| I     | Bahnhof ↔ Klinikum                      | Theater – Johannisstraße – Geraer Straße – Geschwister-Scholl-Straße |
| K     | Bahnhof ↔ Bahnhof                       | Knau – Zetzscha                                                      |
| L     | Bahnhof ↔ Bahnhof                       | Friedrich-Wolf-Ring – Theater – Johannisstraße                       |
| S     | Stauffenbergstraße ↔ Stauffenbergstraße | Bahnhof – Theater – Mühlpforte – Pappelstraße – Bahnhof              |
| W     | Bahnhof ↔ Bahnhof                       | Theater – Johannisstraße – Geraer Straße – Lindenaustraße            |
| Z     | Richard-Wagner-Platz ↔ Pappelstraße     | Bahnhof – Theater – Johannisstraße – Roßplan – Klinikum              |

#### Borna
| Linie | Endpunkte                       | Verlauf                                                   |
| ----- | ------------------------------- | --------------------------------------------------------- |
| A     | Bahnhof ↔ Heinrich-Heine-Straße | Gnandorf – Mühlgasse – Magdeborner Straße – Ärztehaus     |
| B     | Bahnhof ↔ Heinrich-Heine-Straße | Bergmannstraße – Gnandorf – Mühlgasse – Witznitzer Straße |

#### Schmölln
| Linie | Endpunkte               | Verlauf                                              |
| ----- | ----------------------- | ---------------------------------------------------- |
| F     | An den Queeren ↔ Markt  | Weidengrund – Friedhof – Bahnhof                     |
| H     | Bahnhof ↔ Förderzentrum | Robert-Koch-Straße – Weststraße – Markt – Heimstätte |

## Mitteldeutscher Verkehrsverbund
Die THÜSAC Personennahverkehrsgesellschaft ist seit 2001 mit ihrem sächsischen Bediengebiet Mitglied im Mitteldeutschen Verkehrsverbund. In 2005 folgte auch das thüringische Bediengebiet.

## Varia
- Die THÜSAC Personennahverkehrsgesellschaft hat einen Traditionsbus der Marke IFA H6B mit Anhänger W 701 originalgetreu wiederaufgebaut; dieser kann für Fahrten gebucht werden.[3][4][5]